# Охлопково (Володарский район)
Охло́пково — посёлок в Володарском районе Нижегородской области. Входит в состав сельсовета Красная Горка.

## География
Посёлок находится на расстоянии 9,5 км (по автодорогам) к юго-западу от города Володарск, административного центра района, и 70 км (по автодорогам) к юго-западу от города Нижний Новгород, административного центра области. Абсолютная высота — 75 м над уровнем моря.

### Часовой пояс
Посёлок Охлопково, как и вся Нижегородская область, находится в часовой зоне МСК (московское время). Смещение применяемого времени относительно UTC составляет +3:00.

## Население
| 1999 | 2010 |
| ---- | ---- |
| 90   | ↘40  |